# جويل كيمواكي
جويل كيمواكي مبيلا (بالفرنسية: Joël Kimwaki)‏ (مواليد 14 أكتوبر 1986) هو لاعب كرة قدم كونغولي ديمقراطي يلعب حاليًا لصالح نادي تي بي مازيمبي.

## المسيرة الدولية
شارك كيمواكي مع تي بي مازيمبي في كأس العالم للأندية 2010 والتي وصلوا فيها إلى المبارة النهائية حيث خسروا بنتيجة 3-0 أمام إنتر ميلان.

## روابط خارجية
- جويل كيمواكي على موقع الاتحاد الدولي (مؤرشف)  (الإنجليزية)
- جويل كيمواكي على موقع قاعدة بيانات كرة القدم.إي يو (الإنجليزية)
- جويل كيمواكي على موقع ناشيونال فوتبول تيمز (الإنجليزية)
- جويل كيمواكي على موقع Soccerway.com (الإنجليزية)
- جويل كيمواكي على موقع AS.com (الإسبانية)